# Ptychadena tournieri
Ptychadena tournieri là một loài ếch trong họ Ptychadenidae.
Nó được tìm thấy ở Bờ Biển Ngà, Gambia, Guinea, Guinea-Bissau, Liberia, Senegal, và Sierra Leone.
Môi trường sống tự nhiên của chúng là các khu rừng ẩm ướt đất thấp nhiệt đới hoặc cận nhiệt đới.